# Pternistis griseostriatus
Il francolino striato (Pternistis griseostriatus (Ogilvie-Grant, 1890)) è un uccello galliforme della famiglia dei Fasianidi endemico dell'Angola occidentale.

## Descrizione

### Dimensioni
Misura circa 33 cm di lunghezza, per un peso di 203-410 g.

### Aspetto
Il becco è rosso-arancio, a eccezione dei due-terzi terminali del ramo superiore che sono neri. L'iride è marrone. Le zampe sono rosso-arancio. I sessi sono identici, ma il maschio possiede uno sperone sui tarsi, che nella femmina è assente.
Negli adulti di entrambi i sessi, la testa è di colore grigio-brunastro: un po' più chiara sui lati, diventa più bruno-rossastra sulla fronte. Le piume dei lati e della parte posteriore del collo, della mantellina, del dorso e delle scapolari sono castane con dei margini grigi, delle striature color camoscio e alcune vermicolature nere sparse. Il groppone e le copritrici sopra-caudali sono grigio-bruni con delle sottili barre nere chiaramente più scure del castano e del grigio delle scapolari e della mantellina. La coda è castana con delle barre nere. Le ali sono di colore marrone opaco, le remiganti sono punteggiate e barrate di marrone e di fulvo sul vessillo esterno.
Le parti inferiori presentano un colore camoscio con delle striature castane. Queste striature virano al rossiccio e al grigio, diventando più abbondanti sul petto, il che provoca un sorprendente effetto di contrasto con il bianco della gola e del mento.
I giovani hanno le parti superiori di un colore rossiccio-cannella più uniforme. Le piume delle parti superiori hanno la parte centrale nera, piuttosto che castana, e piccole macchie nere su ciascuna di esse. Le parti inferiori sono meno striate di castano e il ventre è più bianco.

### Voce
Le vocalizzazioni di questo uccello non sono ben note. Secondo la maggior parte degli ornitologi, il richiamo di riconoscimento del francolino striato ricorda quello del francolino squamato (Pternistis squamatus). È una sorta di gracidio, un ke-rak, ke-rak acuto e nasale che viene ripetuto una dozzina di volte aumentando di volume. Tuttavia, alcuni specialisti di galliformi hanno espresso il loro disaccordo su questa affermazione.

## Biologia
Le abitudini dei francolini striati sono poco conosciute. Cercano il cibo principalmente nel sottobosco della foresta, ma è noto anche che entrino nei campi di cotone abbandonati e nelle pianure aride ricoperte di erba dove si rifocillano di mattina presto o di sera. Se disturbati, volano di nuovo verso le zone boschive. I francolini striati riposano sugli alberi.

### Alimentazione
Secondo McGowan e BirdLife International, questa specie ha una dieta abbastanza simile a quella degli altri francolini del genere Pternistis: si nutre di piccoli artropodi, radici, bulbi e semi.

### Riproduzione
Sulla riproduzione di questo galliforme sappiamo molto poco. Secondo Handbook of the Birds of the World, a differenza di altri francolini africani, ma come il francolino nobile (Pternistis nobilis) che vive al confine tra Repubblica Democratica del Congo e Uganda, questa specie probabilmente non è monogama. Tuttavia, uno studio effettuato da Pedro Vaz Pinto nel parco nazionale di Quiçama ci dice che questo uccello vive in coppia durante la stagione riproduttiva e in piccoli gruppi di 4-6 esemplari dopo la deposizione delle uova, il che implica probabilmente un comportamento monogamo. Lo studio ebbe luogo tra il 15 agosto e il 30 ottobre, periodo che, secondo Vaz Pinto, coincide con la fine della stagione di nidificazione. Non abbiamo nessuna descrizione del nido, tuttavia è legittimo pensare che sia costituito da una depressione creata grattando sul terreno rivestita con materiale vegetale.

## Distribuzione e habitat
Il francolino striato è endemico dell'Angola, un Paese della parte centro-meridionale del continente africano. Fino a tempi molto recenti, si pensava che questa specie fosse presente unicamente in due piccole zone della Grande Scarpata dell'Angola occidentale, a 400 chilometri di distanza l'una dall'altra: si riteneva pertanto che l'areale fosse disgiunto. La prima zona si trovava nella parte meridionale del distretto di Cuanza Sud e nella parte occidentale del vicino distretto di Malanje. La seconda occupava la parte meridionale del distretto di Benguela e l'estremità nord-occidentale di quello di Huíla. Tuttavia, recenti esplorazioni hanno scoperto che questa specie è più ampiamente distribuita lungo la Scarpata e la costa settentrionale, tanto che il suo areale è ora considerato continuo. Il francolino striato è considerato monotipico, cioè non ne vengono riconosciute sottospecie.
I francolini striati frequentano il sottobosco delle fitte foreste tra gli 800 e i 1 200 metri di altitudine. Si trovano sia nelle foreste a galleria che nei boschetti secondari in fase di rigenerazione. Questi uccelli penetrano anche nei terreni agricoli vicino alle zone boschive.

## Conservazione
Si ritiene che la popolazione complessiva sia in declino a causa del degrado dell'habitat. Fino a tempi molto recenti, si riteneva che questa specie fosse costituita da un numero di esemplari stimato tra 2 500 e 10 000, un dato abbastanza coerente con ciò che ci si aspetterebbe da una specie del genere, tenuto conto delle sue dimensioni, della densità e dell'area di distribuzione.
Grazie alla maggiore e più recente accessibilità al Paese, è stato recentemente possibile ottenere nuove informazioni. La superficie dell'areale è stata moltiplicata per cinque ed è oggi stimata in 85 000 chilometri quadrati. Improvvisamente, la popolazione complessiva viene valutata tra 7 500 e 35 000 individui. Lo stato di conservazione della specie è passato da «vulnerabile» (Vulnerable) nel 2009 a «prossimo alla minaccia» (Near Threatened) nel 2010 e a «rischio minimo» (Least Concern) nel 2011.